# Operación Kita
La Operación Kita ("Norte" en español) fue llevada a cabo por la Armada Imperial Japonesa (AIJ) durante la Guerra del Pacífico en febrero de 1945. Su propósito era traer de vuelta los dos acorazados-portaaviones híbridos clase Ise y sus escoltas desde Singapur hasta Japón, donde habían estado basados desde noviembre del año anterior. El movimiento de las fuerzas japonesas fue detectado por los Aliados, pero todos sus intentos de ataque con submarinos y aeronaves fracasaron. Sin embargo, debido a la intensificación del bloqueo aliado a Japón, los acorazados-portaaviones clase Ise y sus escoltas estuvieron entre los últimos buques de guerra de la AIJ que regresaron al país desde el Sudoeste del Pacífico antes del fin de la guerra.
Antes de dejar Singapur, los buques japoneses, designados como la Fuerza de Terminación, fueron cargados con provisiones de petróleo y otras materias primas importantes. Esto formaba parte de un esfuerzo para llevar una mayor cantidad de suministros a través del bloqueo aliado a Japón antes de que el país se viera totalmente separado de su imperio. Los Aliados descubrieron la composición y los objetivos de la Fuerza de Terminación a través de información de inteligencia que había sido descifrada de señales de radio japonesas, y planeaba llevar a cabo ataques coordinados sobre los buques con submarinos y aeronaves de la Fuerza Aérea de los Estados Unidos. Como parte de estas preparaciones, 26 submarinos fueron posicionados a lo largo de la ruta esperada de los buques.
La Fuerza de Terminación zarpó el 10 de febrero de 1945 y fue avistada dejando el puerto por un submarino de la Marina Real Británica. Sin embargo, los intentos de ataque por parte este submarino y varios submarinos de la Marina de los Estados Unidos entre el 11 y el 14 de febrero fracasaron. Más de 88 aeronaves de la Fuerza Aéra de los Estados Unidos intentaron bombardear a los buques entre el 13 y el 14 de febrero pero no pudieron hacerlo debido al mal tiempo. Un nuevo ataque de submarinos el 16 de febrero no pudo dañar los buques japoneses. Como resultado de esto, la Fuerza de Terminación logró alcanzar su destino, Kure, el 20 de febrero sin haber sufrido ninguna baja. Pese al éxito de la operación, el gobierno japonés se vio obligado a descontinuar sus esfuerzos para enviar petróleo desde el Sudeste Asiático a Japón en marzo debido a las fuertes bajas que los submarinos aliados estaban causando en los petroleros y todos los buques de la Fuerza de Terminación fueron hundidos en aguas japonesas o cerca de ellas antes del final de la guerra.

## Antecedentes
Durante 1944, los ataques de submarinos aliados en el Pacífico lograron cortar el suministro de petróleo del Sudeste Asiático a Japón y redujeron en gran medida las importaciones japonesas de otras materias primas. A estas alturas de la guerra, las reservas de petróleo de Japón estaban prácticamente agotadas. Los submarinos de la Marina de los Estados Unidos hundieron muchos buques de guerra japoneses durante 1944, incluyendo el acorazado Kongō, siete portaaviones, dos cruceros pesados y siete cruceros ligeros. A principios de 1945, el gobierno japonés concluyó que todos las rutas de los convoyes que venían desde el sur eventualmente se verían cortadas, e intentó complementar el suministro de petróleo que llevaban los petroleros cargando barriles de petróleo en buques de carga. También fueron utilizados varios portaaviones de la AIJ para transportar barriles de petróleo desde Singapur hasta Japón.
El 11 de noviembre de 1944, los dos buques clase Ise, acorazados-portaaviones híbridos, Ise y Hyūga, que formaban parte de la 4ª División de Portaaviones y estaban bajo el mando del contraalmirante Matsuda Chiaki, zarparon desde el archipiélago japonés para unirse al grueso de la AIJ en el Sudoeste del Pacífico. Este despliegue se realizó tanto para reforzar los elementos restantes de la AIJ en el área como para ubicar a los buques cerca de una fuente de combustible. Durante el viaje desde Japón, cada uno de los acorazados-portaaviones estaba cargado con unas 910 toneladas de municiones para las unidades que se encontraban defendiendo Manila en las Filipinas. Debido a los fuertes ataques aéreos aliados sobre la ciudad, los dos buques de guerra descargaron sus suministros en las Islas Spratly a partir del 14 de noviembre. Zarparon hacia las Islas Lingga, cerca de Singapur, el día 20 del mismo mes y llegaron allí dos días después. Los Aliados descubrieron que los acorazados-portaaviones habían zarpado descifrando las señales de radio japonesas. Los submarinos aliados recibieron órdenes de vigilar los buques, pero que no interceptaron al Ise o al Hyūga durante su viaje a Singapur. Los dos acorazados-portaaviones fueron desplegados en la Bahía de Cam Ranh en Indochina durante diciembre y regresaron a Singapur el 11 de enero de 1945. La Tercera Flota de los Estados Unidos realizó incursiones en el Mar de la China Meridional entre el 10 y el 20 de enero en búsqueda de la flota japonesa, pero no llegó a localizar al Ise o al Hyūga.

## Preparativos
A principios de febrero de 1945, el Ise, el Hyūga y una escolta de buques de guerra más pequeños recibieron órdenes de zapar hacia Japón en lo que fue designado como Operación Kita. El objetivo de esta operación era el de regresar algunos de los buques de guerra de la AIJ en el Suroeste del Pacífico a Japón cargados con importantes suministros. Los buques seleccionados para acompañar a los acorazados-portaaviones fueron el crucero ligero Ōyodo (el cual pasó a formar parte de la 4ª División de Portaaviones a partir del 10 de febrero) y los destructores Asashimo, Hatsushimo y Kasumi. La 4ª División de Portaaviones y sus escoltas fue nombrada Fuerza de Terminación.
Los buques de la Fuerza de Terminación zarparon de las Islas Lingga el 6 de febrero y comenzaron a cargar los suministros en Singapur al día siguiente. Poco antes de atracar, el Ise sufrió daños menores cuando chocó contra una mina que había sido lanzada por aeronaves aliadas. Durante el tiempo que la Fuerza de Terminación estuvo en Singapur todos los buques fueron cargados con suministros y el Ise recibió reparaciones temporales. El Hyūga embarcó 4.944 barriles de gasolina de aviación, 326 barriles de gasolina común y 440 trabajadores del campo petrolífero. El Ise fue cargado con 5.200 barriles de gasolina de aviación y 551 trabajadores del campo petrolífero; ambos acorazados-portaaviones también embarcaron 1.590 toneladas de hule, 1.590 t de estaño y 180 t de otros metales. El Ōyodo fue cargado con 110 t de estaño, 64 t de wolframio, 70 t de gasolina de aviación, 45 t de hule, 36 t de cinc y 18 t de mercurio. Otras 130 t de hule y estaño fueron divididas entre los destructores restantes.
Después de descifrar los códigos japoneses, la inteligencia aliada conocía la composición y objetivos de la Fuerza de Terminación. Las unidades de inteligencia de señales aliadas habían vigilado cuidadosamente las transmisiones en la región de Singapur, y la inteligencia de clase Ultra reveló los detalles de los movimientos de los dos acorazados-portaaviones hacia Singapur, las preparaciones para regresar a Japón y la ruta que tenían planeada. El contraalmirante de los submarinos aliados en el área del Suroeste del Pacífico, James Fife, Jr., asignó una alta prioridad para que se evitara que el Ise y el Hyūga llegaran a Japón, y ubicó 15 submarinos a lo largo de la ruta esperada. También se elaboró un plan de ataques coordinados sobre los buques por parte de la Marina y la Fuerza Aérea de los Estados Unidos. Al mismo tiempo, la Séptima Flota de los Estados Unidos asignó cuatro acorazados en las aguas de Filipinas para defender la playa aliada en el Golfo de Lingayen en Luzón de ataques por parte de fuerzas japonesas estacionadas en las Islas Lingga y el Mar Interior de Seto hasta que las fuerzas de la Fuerza Aérea de los Estados Unidos fuesen lo suficientemente fuertes como para asumir esta responsabilidad. A partir de principios de febrero, las unidades de la Fuerza Aérea de los Estados Unidos en las Filipinas se concentraron en operaciones de apoyo a la Batalla de Filipinas, liderada por el Ejército de los Estados Unidos, y en atacar instalaciones japonesas en Formosa. Había sido planeada una intensa campaña en contra de las operaciones de transporte marítimo japonesas en el Mar de la China Meridional, pero todavía no había comenzado.

## Viaje

La ruta aproximada de la Fuerza de Terminación entre Singapur y Japón.

La Fuerza de Terminación partió desde Singapur en la noche del 10 de febrero. La fecha de su partida estuvo marcada por pronósticos de mal tiempo para el viaje a Japón. El submarino británico HMS Tantalus observó los buques saliendo del puerto e intentó interceptarlos el 11 de febrero, pero se vio obligado a replegarse debido a la presencia de aeronaves japonesas. Después de esta acción, Tantalus envió su aviso de contacto por radio al cuartel de Fife. Los cuatro acorazados en el Golfo de Lingayén zarparon el 10 de febrero con destino a las bases estadounidenses en el Pacífico donde sería reparadas y serían preparadas en vistas de su participación en la invasión de Okinawa. Los buques salieron de las Filipinas el 14 de febrero sin haber hecho ningún intento de interceptar a la Fuerza de Terminación.
Submarinos de la Marina de los Estados Unidos intentaron atacar, sin éxito, a los buques japoneses el 12 de febrero. Aproximadamente a la 1:45 p. m., el USS Charr detectó a la Fuerza de Terminación a una distancia de 9 km usando su radar y transmitió un aviso de contacto. Una hora después, el USS Blackfin también hizo contacto con los buques japoneses a un rango de 15 km. En las siguientes 14 horas los submarinos Blackfin, Charr, Flounder, USS Pargo y USS Tuna trataron de alcanzar una posición en la que pudieran atacar a los buques japoneses, pero no lograron hacerlo. Un grupo de submarinos en el norte -que incluían al USS Guavina, el USS Hake y el USS Pampaito- tampoco pudo alcanzar una posición en la que pudiera atacar a la Fuerza de Terminación.
Patrullas de la fuerza aérea estadounidense hicieron contacto con la Fuerza de Terminación el 12 de febrero; y después de esto fue rastreada en forma casi continua por aeronaves del ejército, la fuerza aérea y la marina estadounidenses equipadas con radares. En la mañana del 13 de febrero, una fuerza de bombarderos pesados B-24 Liberators y 40 bombarderos medianos B-25 Mitchells escoltados por 48 cazas P-51 Mustangs fueron despachados desde varias bases en las islas de Leyte y Mindoro para atacar los buques japoneses. A medida que las aeronaves se reunían con éxito cerca de la Fuerza de Terminación, una espesa nubosidad les impidió avistar a los buques. Ya que los bombardeos a ciegas guiados solo por radar estaban prohibidos para evitar ataques accidentales a submarinos aliados en el área, la fuerza de ataque regresó a sus bases sin haber entrado en combate. Ese mismo día, los destructores australianos HMAS Arunta y HMAS Warramunga zarparon del Golfo de Lingayén y procedieron a posicionarse a unos 300 km al oeste de Manila donde se mantuvieron en estado de alerta para rescatar a la tripulación de cualquier aeronave que haya sido derribada durante el ataque a la Fuerza de Terminación.
El 13 de febrero más submarinos intentaron atacar a la fuerza japonesa. Un grupo de tres submarinos -el USS Bergall, el USS Blower y el USS Guitarro- fue desplegado a lo largo de su ruta, y el Bergall avistó a los buques japoneses a las 12.30 p. m. El submarino se encontraba sumergido en ese momento e intentó maniobrar para ubicarse en una posición adecuada para disparar, pero no puedo acercarse a más de 4.400 metros de los buques. Sin embargo, disparó seis torpedos hacia la fuerza japonesa, de los cuales ninguno alcanzó su objetivo. Blower trató de llevar a cabo un ataque sumergido, pero los cinco torpedos que disparó a uno de los acorazados-portaaviones y a Ōyodo no alcanzaron sus objetivos. USS Bashaw y USS Flasher, los submarinos que habían sido desplegados más al norte por parte del Contraalmirante Fife, se encontraron con la Fuerza de Terminación en la tarde del 13 de febrero. Bashaw avistó a los buques japoneses cuando emergían de una borrasca a las 3:15 p. m., pero uno de los acorazados-portaaviones avistó al submarino y envió a una aeronave para atacarlo. Bashaw se vio obligado a sumergirse cuando el acorazado-portaaviones comenzó a dispararle con su batería principal, y ni él ni el Flasher lograron interceptar a la Fuerza de Terminación. Durante este periodo los otros submarinos en el área continuaron persiguiendo a los buques japoneses, pero no lograron volver a hacer contacto con ellos.
Se intentó un segundo ataque aéreo contra la Fuerza de Terminación el 14 de febrero. El número de B-24s, B-25s y los P-51s escoltas era menor del que había sido despachado el día anterior, ya que los japoneses ahora se encontraban fuera del alcance de las aeronaves estacionadas en Leyte. Una vez más, las nubes sobre la fuerza japonesa impidieron que las aeronaves aliadas avistara a los buques japoneses, y no pudieron llevar a cabo su ataque debido a la prohibición de realizar bombardeos guiados por radar. Este fue el último intento por parte de la fuerza aérea estadounidense de bombardear a la fuerza japonesa. Como resultado, el único éxito conseguido por la fuerza aérea estadounidense en la operación fue el derribamiento de una aeronave de transporte Mitsubishi Ki-57 "Topsy" cerca de la Fuerza de Terminación el 13 de febrero, al igual que varios cazas en el área cercana a los buques entre el 12 y el 134 del mismo mes. Los dos destructores australianos fueron liberados para asumir otras responsabilidades el 15 de febrero
El vicealmirante Charles A. Lockwood -el comandante de la fuerza de submarinos de la Flota del Pacífico de los Estados Unidos- continuó con sus fútiles intentos de interceptar a la Fuerza de Terminación en el Mar de la China Meridional y posicionó once submarinos más a lo largo de su ruta proyecta entre el Estrecho de Luzón y Japón. La Fuerza de Terminación llegó a las Islas Matsu en el extremo norte del estrecho de Formosa en la noche del 15 de febrero, y ancló allí por cinco horas. Los buques japoneses continuaron so viaje a Kure a través de Corea y el estrecho de Shimonoseki a la medianoche, y los destructores Kamikaze y Nokaze se unieron a la fuerza durante una parte del día. A las 5:07 a. m. del 16 de febrero, el USS Rasher interceptó a la Fuerza de Terminación al sur de la ciudad china de Wenzhou y disparó seis torpedos a uno de sus escoltas, pero todos fallaron su objetivo. En ese momento los buques japoneses estaban viajando a una velocidad de 18 km/h. Ninguno de los demás submarinos estadounidenses hicieron contacto con los japoneses a medida que estos zarpaban hacia el este de donde habían sido estacionados por Lockwood.
La Fuerza de Terminación terminó su viaje a finales de febrero. Volvió a anclar en la Isla Chusan cerca de Shanghái desde las 9:06 p. m. del 16 de febrero hasta las 7:00 a. m. del 18 de febrero, cuando zarpó hacia el puerto de Sanzepo cerca de Suncheon en la costa sur de Corea. Llegó allí a las 4:00 p. m. ese mismo día, y bajó anclas por el resto de la noche. La Fuerza de Terminación partió del puerto de Sanzenpo a las 7:00 a. m. el 19 de febrero y llegó a la isla japonesa de Mutsurejima a las 4:00 p. m. ese mismo día. Luego de pasar la noche allí, la Fuerza de Terminación llegó a Kure a las 10:00 a. m. del 20 de febrero. Los buques de la Fuerza de Terminación fueron de los últimos buques de guerra japoneses que regresaron al archipiélago japonés desde el suroeste del Pacífico.

## Consecuencias
Los comandantes navales aliados se vieron decepcionados por el fracaso que tuvieron 26 submarinos en infligir daño alguno a la Fuerza de Terminación. Fife concluyó que esto se debió a la alta velocidad de la Fuerza de Terminación, las malas condiciones climáticas al momento de la operación y el hecho que los buques japoneses estaban equipados con equipos que les permitían detectar las señales de radar de los submarinos. En una carta dirigida a Lockwood, escribió que el fracaso de los submarinos bajo su mando "era una pastilla amarga que debía tragar y no tengo ninguna excusa". Lockwood atribuyó su decisión de desplegar los submarinos a su mando muy al oeste a inteligencia deficiente, y le dijo a Fife que "nuestra información se había puesto mala al último momento. Tal vez dependí demasiado en ella".
El uso de cargueros y buques de guerra para transportar petróleo tuvo éxito en aumentar las importaciones japonesas de petróleo, y el nivel total de petróleo de calidad que llegó al país durante el primer trimestre de 1945 fue mayor que las cantidades recibidas a finales de 1944. Sin embargo, los submarinos aliados hundieron la mayoría de los petroleros que intentaron zarpar desde el sudeste asiático hacia Japón durante el mes de febrero, y en marzo los japoneses dejaron de intentar importar petróleo de esta fuente. Luego de que la partida de la Fuerza de Terminación, los únicos dos buques de guerra en condiciones de navegar que permanecieron en el suroeste del Pacífico eran los cruceros pesados Ashigara y Haguro, además del crucero ligero Isuzu. Estos tres cruceros no intentaron regresar a Japón y todos fueron hundidos por los submarinos y destructores aliados entre abril y junio.
Luego de llegar a Japón, Ise y Hyūga fueron encomendados con fortalecer las defensas antiaéreas de la ciudad de Kure y su base naval. Debido a la escasez de combustible y aeronaves los buques no fueron puestos en el mar nuevamente, y ambos fueron hundidos durante las ataques de la Marina de los Estados sobre Kure entre el 24 y el 28 de julio de 1945. Ōyodo se volvió parte de la Fuerza de Entrenamiento de Kure y permaneció en el puerto hasta que fue hundido el 28 de julio. Los tres destructores tampoco sobrevivieron la guerra; Asashimo y Kasumi fueron víctimas de un portaaviones estadounidense mientras escoltaban el acorazado Yamato durante la Operación Ten-Go el 6 de abril, y Hatsushimo se hundió poco después al chocar contra una mina cerca de Maizuru el 30 de julio